# Peter Cook (attore)
Peter Edward Cook (Torquay, 17 novembre 1937 – Hampstead, 9 gennaio 1995) è stato un attore e comico britannico.

## Biografia
È stato un importante esponente del genere satirico britannico degli anni '60, ma ha lavorato anche negli Stati Uniti.

## Filmografia parziale

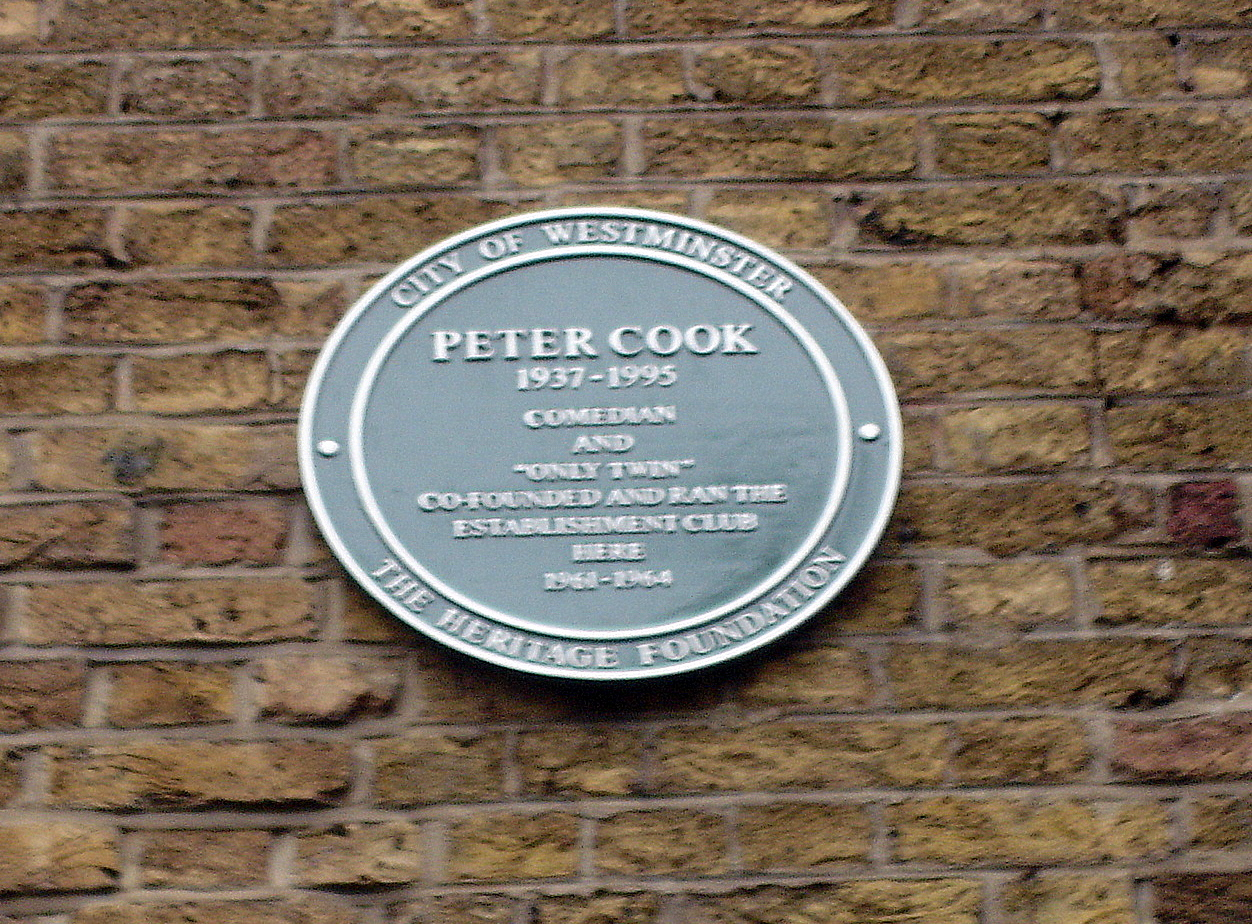
Memoriale a Peter Cook

- La cassa sbagliata (The Wrong Box), regia di Bryan Forbes (1966)
- Il mio amico il diavolo (Bedazzled), regia di Stanley Donen (1967)
- Sull'orlo della paura (A Dandy in Aspic), regia di Anthony Mann (1968)
- Quei temerari sulle loro pazze, scatenate, scalcinate carriole (Monte Carlo or Bust!), regia di Ken Annakin (1969)
- Mutazioni (The Bed-Sitting Room), regia di Richard Lester (1969)
- The Adventures of Barry McKenzie, regia di Bruce Beresford (1972)
- Il cagnaccio dei Baskervilles (The Hound of the Baskervilles), regia di Paul Morrissey (1978)
- Barbagialla, il terrore dei sette mari e mezzo (Yellowbeard), regia di Mel Damski (1983)
- Supergirl - La ragazza d'acciaio (Supergirl), regia di Jeannot Szwarc (1984)
- La storia fantastica (The Princess Bride), regia di Rob Reiner (1987)
- Una signora chiamata presidente (Whoops Apocalypse), regia di Tom Bussmann (1988)
- Senza indizio (Without a Clue), regia di Thom Eberhardt (1988)
- Senza nessun timore (Getting It Right), regia di Randal Kleiser (1989)
- Great Balls of Fire! - Vampate di fuoco (Great Balls of Fire!), regia di Jim McBride (1989)
- Black Beauty, regia di Caroline Thompson (1994)

## Doppiatori italiani
- Gino Pagnani in Barbagialla, il terrore dei sette mari e mezzo
- Oreste Rizzini in Supergirl - La ragazza d'acciaio
- Gil Baroni in Senza indizio
- Oreste Lionello in Il mio amico il diavolo